# Valeriya Kovaleva
Valeriya Kovaleva (* 7. Juni 2003) ist eine usbekische Skirennläuferin. Sie startet hauptsächlich in den technischen Disziplinen Riesenslalom und Slalom.

## Karriere
Kovaleva gab ihr internationales Renndebüt am 12. November 2019 bei einem FIS-Slalom in Solda. Ihr erstes internationales Großereignis bestritt sie drei Monate später bei den Olympischen Jugend-Winterspielen in Lausanne. Dort schied sie jedoch sowohl im Riesenslalom als auch im Slalom aus.
Ihre ersten Ergebnisse bei einem internationalen Großereignis konnte sie 2023 bei den Juniorenweltmeisterschaften in St. Anton am Arlberg verbuchen. Sowohl im Riesenslalom als auch im Slalom belegte sie den 39. Platz.
Knapp einen Monat später nahm sei erstmals an einer Alpinen Skiweltmeisterschaft teil. Bei den Wettkämpfen in Courchevel bzw. Méribel erreichte sie den 72. Rang.
Abgesehen von internationalen Großereignissen startet Kovaleva hauptsächlich bei FIS-Rennen in Zentralasien.

## Erfolge

### Weltmeisterschaften
- Courchevel/Méribel 2023: 72. Slalom, DNF Riesenslalom
- Saalbach 2025: 39. Slalom, 58. Riesenslalom

### Juniorenweltmeisterschaften
- St. Anton 2023: 39. Riesenslalom, 39. Slalom

### Winter-Asienspiele
- Harbin 2025: 17. Slalom

### Olympische Jugend-Winterspiele
- Lausanne 2020: DNF Riesenslalom, DNF Slalom

### Weitere Erfolge
- 2 Podestplätze bei FIS-Rennen